# Sergio Floccari
Sergio Floccari (Vibo Valentia, 12 de novembro de 1981) é um futebolista italiano que atua como um atacante. Atualmente, joga pelo clube italiano SPAL.

## Carreira

### Inicio
Sergio começou a jogar futebol como um júnior em sua cidade, Nicotera, antes de passar para o sistema da juventude de Catanzaro. Ele começou profissionalmente na Serie D com Avezzano e Montebelluna antes de subir para Serie C2 com o Mestre e Faenza. Foi em Faenza, com o técnico Carlo Regno, assistente atual de Davide Ballardini no Lazio, foi o primeiro que  incentivou Sergio a marcar muitos gols.

### Atalanta
O atacante Calabrese não retornou para a Série B com seus colegas da equipe Messina. Atalanta assinou por uma taxa de 1,6 milhões de euros mais o defensor Mariano Stendardo.

## Títulos
Lazio
- Coppa Italia: 2012-13